# Eleocharis oxylepis
Eleocharis oxylepis là loài thực vật có hoa trong họ Cói. Loài này được (Meinsh.) B.Fedtsch. mô tả khoa học đầu tiên năm 1915.